# (36737) 2000 RP60
2000 RP60 (asteroide 36737) é um asteroide da cintura principal. Possui uma excentricidade de 0.10146330 e uma inclinação de 14.09623º.
Este asteroide foi descoberto no dia 3 de setembro de 2000 por LINEAR em Socorro.